# Diskussion (Skulptur)

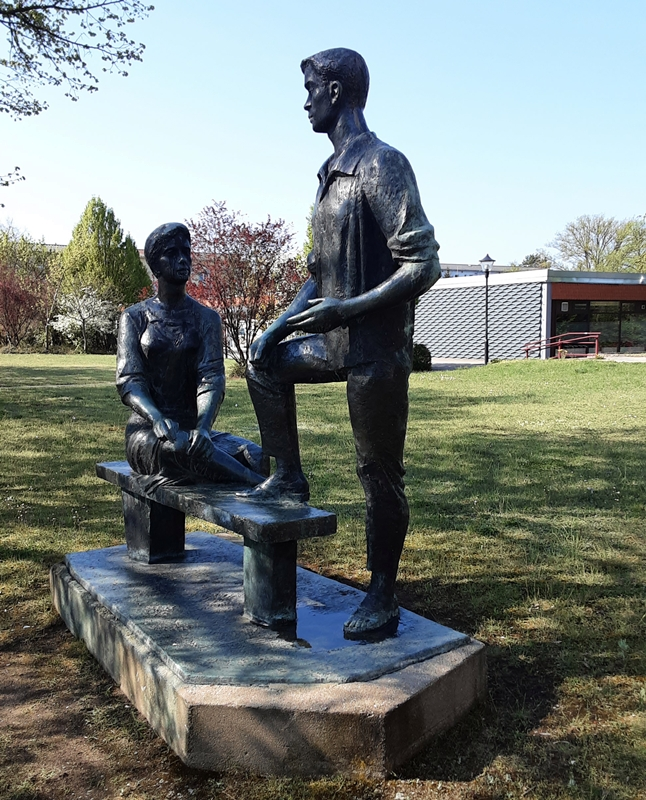
Die Skulptur Diskussion von Hans Eickworth in Guben

Diskussion ist eine Skulpturengruppe aus Bronze des deutschen Bildhauers Hans Eickworth. Sie befindet sich auf einem freien Wiesengelände an der Friedrich-Schiller-Straße der Stadt Guben in Brandenburg.  

## Beschreibung
Das Kunstwerk hat eine fünfeckige Plinthe, die auf einem ebenfalls fünfeckigen Betonsockel installiert ist. Es ist circa 1,50 Meter hoch, circa 2,50 Meter breit (inkl. Bank) und circa 0,50 Meter tief. Die Skulptur wurde zwischen 1972 und 1973 angeschafft und in der Friedrich-Schiller-Straße 14 neben einem Hochhaus aufgestellt. Sie zeigt ein junges  Mädchen und einen jungen Mann. Sie sitzt mit einem Bein über das andere geschlagen auf einer Parkbank und blickt zum jungen Mann. Er steht rechts neben der Parkbank. Ihre Hände liegen entspannt auf ihrem Schoß. Ebenfalls schaut der junge Mann das Mädchen an und hat das rechte Bein auf der Parkbank gestützt. Seine rechte Hand liegt gelassen auf seinem rechten Knie.

## Geschichte

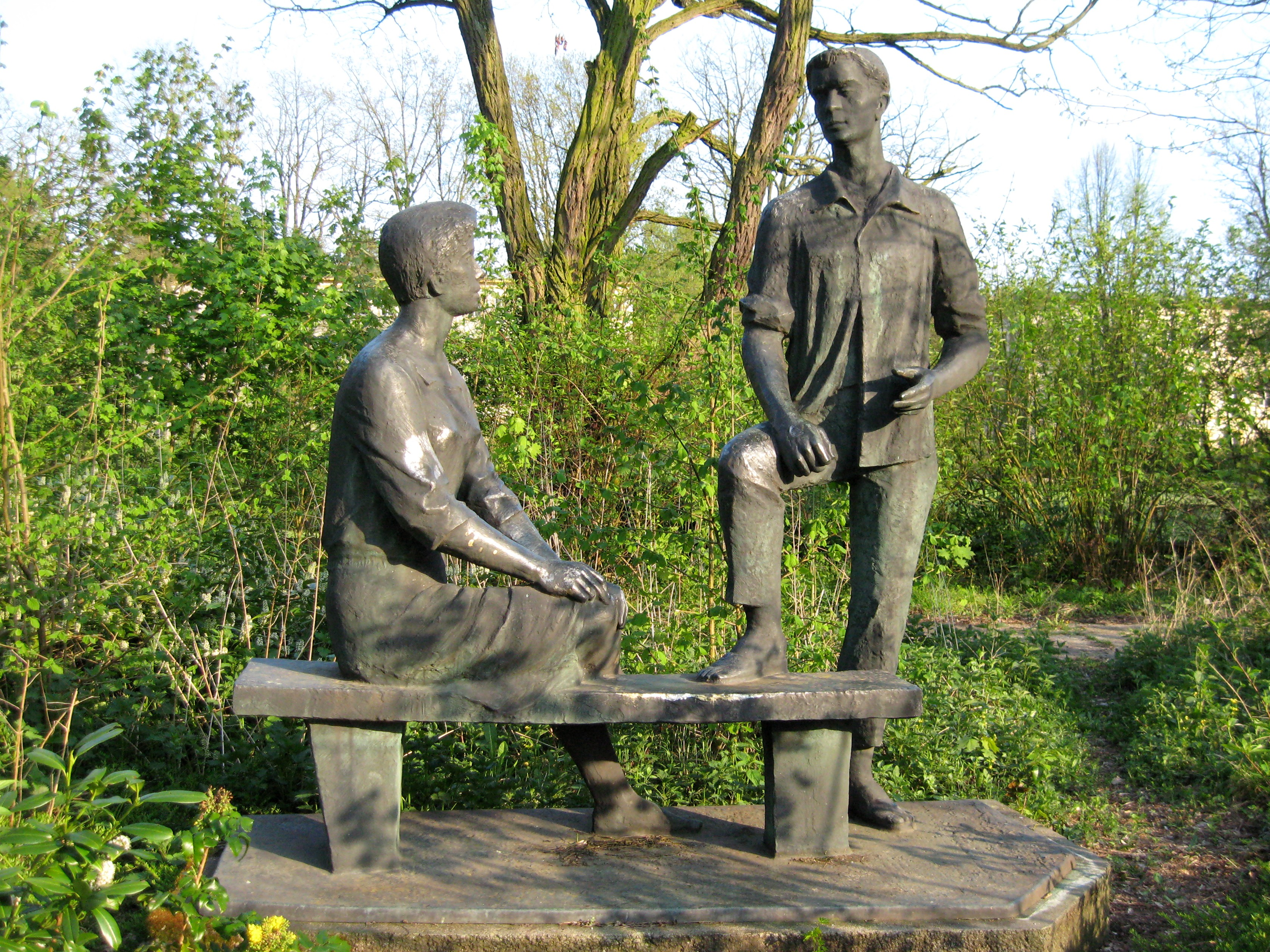
Die Skulptur Jugend unserer Zeit in Wandlitz, seit 2011 verschollen

Der Erstguss der Skulpturengruppe mit dem Titel Jugend unserer Zeit war im Park der ehemaligen Jugendhochschule „Wilhelm Pieck“ in der Gemeinde Wandlitz in Brandenburg aufgestellt. Die Skulptur, die am 1. September 1965 enthüllt wurde, wurde 2011 gestohlen und gilt seither als verschollen.